# مارتی آلجاند
مارتی آلجاند (به انگلیسی: Martti Aljand) (زادهٔ ۲۲ نوامبر ۱۹۸۷) شناگر اهل استونی است.